# Auguste Maquet

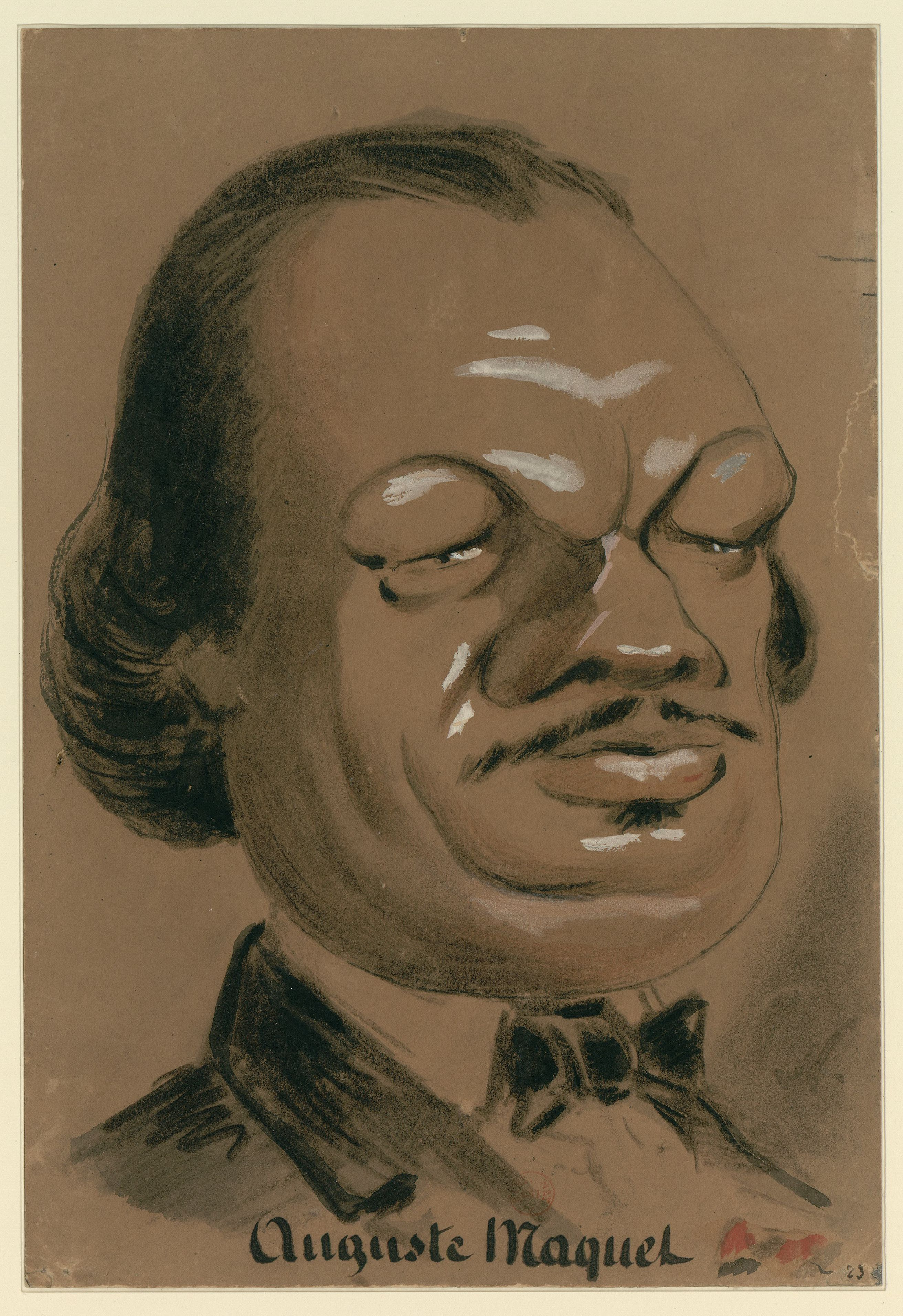
karykatura

Auguste Maquet (ur. 13 września 1813 w Paryżu, zm. 8 stycznia 1888 w Sainte-Mesme) – francuski pisarz i historyk, współpracownik Aleksandra Dumasa ojca.

## Życiorys
Po ukończeniu prestiżowego liceum im. Karola Wielkiego Maquet planował poświęcić się karierze naukowej, zdecydował się jednak ostatecznie na działalność literacką. Był blisko związany artystycznie z Teofilem Gautierem i de Nervalem, z tym ostatnim napisał tom esejów. Również dzięki niemu poznał w 1838 Aleksandra Dumasa. Wspólnie pracowali m.in. przy powieściach Trzej muszkieterowie (oraz jej kontynuacji W dwadzieścia lat później oraz Wicehrabia de Bragelonne, Hrabim Monte Christo, cyklu powieści poświęconych epoce Walezjuszów (Królowa Margot, Czterdziestu pięciu, Dama z Monsoreau), utworach poświęconych rewolucji francuskiej (Naszyjnik królowej, Józef Balsamo, Anioł Pitou i Kawaler de Maison-Rouge). Maquet również poddał Dumasowi temat powieści Kawaler d'Harmental i współpracował przy jej kontynuacji pt. Córka regenta.
W 1861 został odznaczony Legią Honorową IV klasy, był również wieloletnim przewodniczącym Stowarzyszenia Autorów i Dramaturgów. W odróżnieniu od Dumasa zmarł jako człowiek zamożny, we własnej posiadłości wiejskiej.

### Współpraca Maqueta i Dumasa
Nie został szczegółowo ustalony tryb, w jakim dwaj pisarze współpracowali przy tworzeniu kolejnych dzieł, a zatem realny wkład Maqueta w twórczość podpisywaną następnie jedynie nazwiskiem Dumasa. Pewne jest, iż to Maquet, jako historyk, czuwał na dokładnością odtwarzania realiów minionych epok, wskazywał również Dumasowi te epizody historii Francji, które mogły posłużyć za tło powieści przygodowych. Najprawdopodobniej Maquet pisał również pierwszy szkic utworu (wykorzystując postacie wykreowane przez Dumasa lub też tworząc własne), który następnie przekazywał Dumasowi do drugiej redakcji. Wielu współczesnych utrzymywało zatem, że Dumas wprowadzał jedynie korekty stylistyczne, nadając dziełom więcej rozmachu, lub też pozostawiał całe ustępy powieści bez żadnych zmian (sam Dumas potwierdzał to jedynie w odniesieniu do sceny śmierci d'Artagnana w powieści Wicehrabia de Bragelonne). Nazwisko Maqueta nigdy nie pojawiło się na stronach tytułowych współtworzonych przez niego utworów, najpewniej z powodu interwencji wydawcy, który uznał, że powieść podpisana jedynie znanym już nazwiskiem Dumasa jest o wiele więcej warta niż utwór przedstawiony jako owoc wspólnej pracy.
Współpraca skończyła się gwałtownym sporem o wynagrodzenie Maqueta, który uważał swoją pracę przy kolejnych utworach za niedocenianą. W styczniu 1858 sądownie zażądał nie tylko wyższego wynagrodzenia za wykonane wcześniej prace (poza wypłatą otrzymaną od wydawców dzieł), ale i przywrócenia mu części praw autorskich. Sąd ostatecznie nakazał Dumasowi zapłacić swojemu byłemu już współpracownikowi 145 200 franków w ciągu najbliższych jedenastu lat, oddalił jednak skargę w sprawie autorstwa utworów, uznając, że Maquet zgadzał się dotąd na podpisywanie utworów nazwiskiem Dumasa i tym samym stracił wszystkie potencjalne uprawnienia.

## Dzieła Maqueta
Auguste Maquet opublikował ponadto samodzielnie następujące utwory:
- Powieści
- Le Beau d'Angennes, 1843
- Deux Trahisons, 1844
- Le Comte de Lavernie, 1852
- La Chute de Satan, 1854
- La Maison du baigneur, 1857
- La Rose blanche, 1858
- L'Envers et l'Endroit, épisode de la fin du règne de Louis XIV, 1858
- Les Vertes Feuilles, 1862

Dramaty
- Bathilde, 1839 (temat utworu został następnie wykorzystany w powieści Kawaler d'Harmental)
- Le Château de Grantier, 1852
- Le Comte de Lavernie, 1854
- La Belle Gabrielle, 1857
- Dettes de cœur, 1859
- La Maison du baigneur, 1864
- Le Hussard de Bercheny, 1865

Maquet literacko współpracował również z Jules'em Lacroix oraz Theodore'em Anne.